# Zatka Čepić
Zatka Čepić (en italien : Felicia) est une localité de Croatie située en Istrie, dans la municipalité de Kršan, dans le comitat d'Istrie. En 2001, la localité comptait 37 habitants.

## Démographie
| 1948 | 1953 | 1961 | 1971 | 1981 | 1991 | 2001 |
| ---- | ---- | ---- | ---- | ---- | ---- | ---- |
| 145  | 127  | 112  | 82   | 52   | 49   | 37   |